# Grading (numizmatyka)
Grading – stopniowanie, szacowanie, określanie kategorii stopnia, stanu zachowania numizmatu (monety) lub banknotu. Monetę wkłada się do plastikowego pudełka, zwanego slabem. Przy ocenie monety używana jest tzw. skala Sheldona (zapoczątkowana w USA) posługuje się ocenami od 1 do 70, gdzie 70 oznacza perfekcyjny stan zachowania, podczas gdy 1 przypisana jest dla niemal nierozpoznawalnego ze względu na swój stan zachowania numizmatu.
Na świecie istnieje kilka liczących się firm gradingowych, np. Professional Coin Grading Service (PCGS), Numismatic Guaranty Corporation (NGC), American Numismatic Association Certification Service (ANACS) oraz Independent Coin Graders (ICG). Polskie firmy gradingujące: Krakowski Salon Numizmatyczny Gibon (Gibon – Grading), Gliwickie Centrum Numizmatyczne (GCN ECC), Polskie Centrum Gradingu (PCG), DGG GRADING. Mankamentami polskich firm gradingowych jest nieduże doświadczenie, częste pomyłki przy określeniu oryginalności monet, jawna sprzedaż swoich własnych slabów oraz nagminne zawyżanie stanu. Kolejnym problemem jest fakt, że monety kolekcjonerskie bite stemplem lustrzanym, są oceniane często na najwyższą skale, która nie zawsze wiąże się ze stanem zachowania monet, które posiadają np. patynę. Grading monet za granicą to usługa coraz bardziej popularna, gdyż monety ocenione przez firmy profesjonalnie zajmujące się tą dziedziną osiągają wyższe ceny na aukcjach oraz uzyskują gwarancję autentyczności, a wysyłką i zabezpieczeniem monet do podróży zajmuje się wiele polskich sklepów numizmatycznych, które odgrywają rolę pośrednika.
Monety poddane ekspertyzie pakowane są w tak zwane slaby, na których znajduje się logo firmy, kod kreskowy oraz hologram. Tak chronione numizmaty zapewniają większą autentyczność, zwłaszcza podczas większych aukcji w domach aukcyjnych.